# RhB ABe 4/16 3101–3105
Die RhB ABe 4/16 sind vierteilige elektrische Triebzüge, von denen die Rhätische Bahn (RhB) bei Stadler Rail insgesamt fünf Stück beschaffte. Die Triebzüge, von der RhB als „Allegra-Stammnetztriebzüge (STZ)“ bezeichnet, wurden ab 2013 vorwiegend im Fahrgastverkehr auf der S-Bahn Chur eingesetzt. Weil dort genügend Capricorn-Züge ABe 4/16 zur Verfügung stehen, verkehren die STZ seit Mai 2022 im Engadin in Pendelzügen zwischen Pontresina und Scuol-Tarasp.

## Ausschreibung
Nach der Erstellung des Flottenkonzepts 2005 hat die RhB die Lieferung der Allegra-Stammnetztriebzüge und der Allegra-Zweisystemtriebzüge ausgeschrieben.
→ Siehe: Abschnitt Ausschreibung im Artikel RhB ABe 8/12
Die ABe 4/16 sind von den Allegra-Zweisystemtriebzügen (ZTZ) RhB ABe 8/12 abgeleitet, welche ebenfalls von Stadler Rail entwickelt und gebaut wurden. Im Gegensatz zu den ABe 8/12, die oft als Triebfahrzeuge vor ganzen Zugkompositionen verkehren, wurden die ABe 4/16 für den Agglomerationsverkehr rund um Chur beschafft, um die in die Jahre gekommenen Be 4/4 zu ersetzen. Für diese Einsätze ist abweichend von den ABe 8/12 ein Triebwagen ausreichend, der zweite Endwagen einer Einheit ist ein Steuerwagen. Die fünf Triebzüge kosteten rund 50 Millionen Franken.

## Bau und Inbetriebnahme
Ursprünglich für 2011 geplant, haben sich Bau und insbesondere die Inbetriebsetzung ungewöhnlich lange hingezogen. Der Hersteller wartete mit dem Produktionsbeginn der ABe 4/16, bis er den anfänglich schlechten Fahrkomfort der ABe 8/12 verbessert hatte. Bei den ersten Testfahrten zeigten auch die Stammnetz-Allegra unbefriedigende Laufeigenschaften. Zudem wurden beim Übergang in Gefällsabschnitte die Mindestabstände zwischen Wagenkasten und Gleis unterschritten. Ab dem 8. Januar 2013 wurden mit dem 3101 während acht Wochen Testfahrten im Fahrgastbetrieb gemacht. Ende Juli 2013 erhielten die Fahrzeuge 3101, 3103 und 3104 vom Bundesamt für Verkehr (BAV) eine bis Januar 2014 befristete Betriebserlaubnis für den so genannten Ertüchtigungsbetrieb. In dieser Zeit mussten alle Tests für die definitive Zulassung abgeschlossen werden. Seither sind alle fünf Züge im Planbetrieb.
Da während des Baus die DOSTO für SBB und Westbahn die Kapazitäten im Werk Altenrhein beanspruchten, wurden die ABe 4/16 bei Stadler Winterthur hergestellt.
Die Inbetriebnahme der Züge wurde aus Platzgründen an verschiedenen Orten durchgeführt. Neben der RhB-Hauptwerkstätte in Landquart wurden Inbetriebnahmen auch in Samedan sowie in Brig Glisergrund bei der Matterhorn-Gotthard-Bahn (MGB) gemacht, da die RhB dem Hersteller Stadler keinen zusätzlichen Platz auf ihrer Infrastruktur zur Verfügung stellen konnte. Bei den letzten zwei abgelieferten Zügen 3102 und 3105 wurden in Brig Glisergrund Teile der Endmontage sowie die Inbetriebsetzung durchgeführt. Anschliessend wurden die Fahrzeuge über Andermatt und den Oberalppass auf das RhB-Netz überführt und an verschiedenen Orten abgestellt. Als Abstellstandorte wurden unter anderem das Anschlussgleis auf der ehemaligen Grosssägerei Mayr-Melnhof in Domat/Ems und der Bahnhof Reichenau-Tamins verwendet.
Obwohl die ABe 4/16 für die S-Bahn Chur beschafft wurden, können sie bei Bedarf auf dem gesamten Stammnetz verkehren. Damit sie für den Unterhalt nicht getrennt werden müssen, war in Landquart der Bau einer neuen zirka 100 m langen Halle notwendig. Auf die geplante Ausrangierung der Be 4/4 wurde zunächst verzichtet. Die Züge wurden revidiert und noch einige Jahre für die Umsetzung des Angebotskonzepts „Retica 30“ verwendet.

## Technik

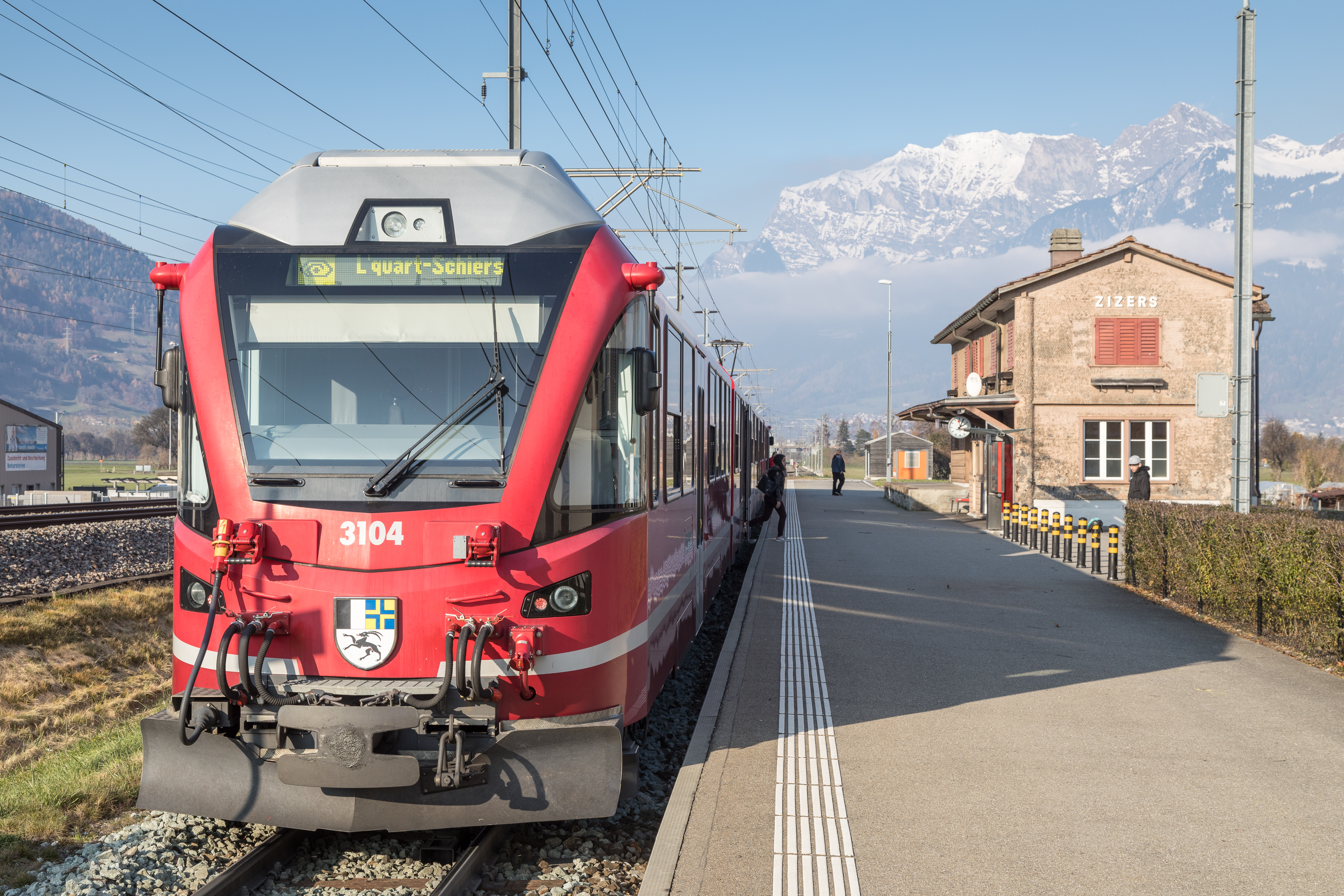
Damit die ABe 4/16 zusätzliche Wagen mitführen können, verfügen sie nebst dem Mittelpuffer mit Schraubenkupplungen über Anschlüsse für Zugsammelschiene, Druckluft- und Vakuumbremse.
Allegra-Triebzug im Bahnhof Zizers.

Jeder der vier Wagen einer Einheit läuft auf zwei zweiachsigen Drehgestellen. Weil bei Meterspurfahrzeugen keine niederflurigen Wagenübergänge möglich sind, musste auf Jakobs-Drehgestelle wie beim Stadler Flirt verzichtet werden. Das Grundkonzept der Laufdrehgestelle   wurde von den Bernina-Panoramawagen übernommen.
Das im Pflichtenheft geforderte Traktionsprogramm hätte bei zwei Triebachsen eine Achslast von 14 t Achslast erfordert und zu einem grossen Verschleiss an Rad und Schiene geführt. Der realisierte Triebzug mit vier Triebachsen hat eine Achslast von nur 11 t, aber eine wesentlich bessere Beschleunigung als das ursprünglich vorgesehene Fahrzeug. Das vordere Drehgestell des Steuerwagens weist einen etwas grösseren Radstand auf, um die Entgleisungssicherheit bei der Fahrt mit dem Steuerwagen an der Spitze zu verbessern.

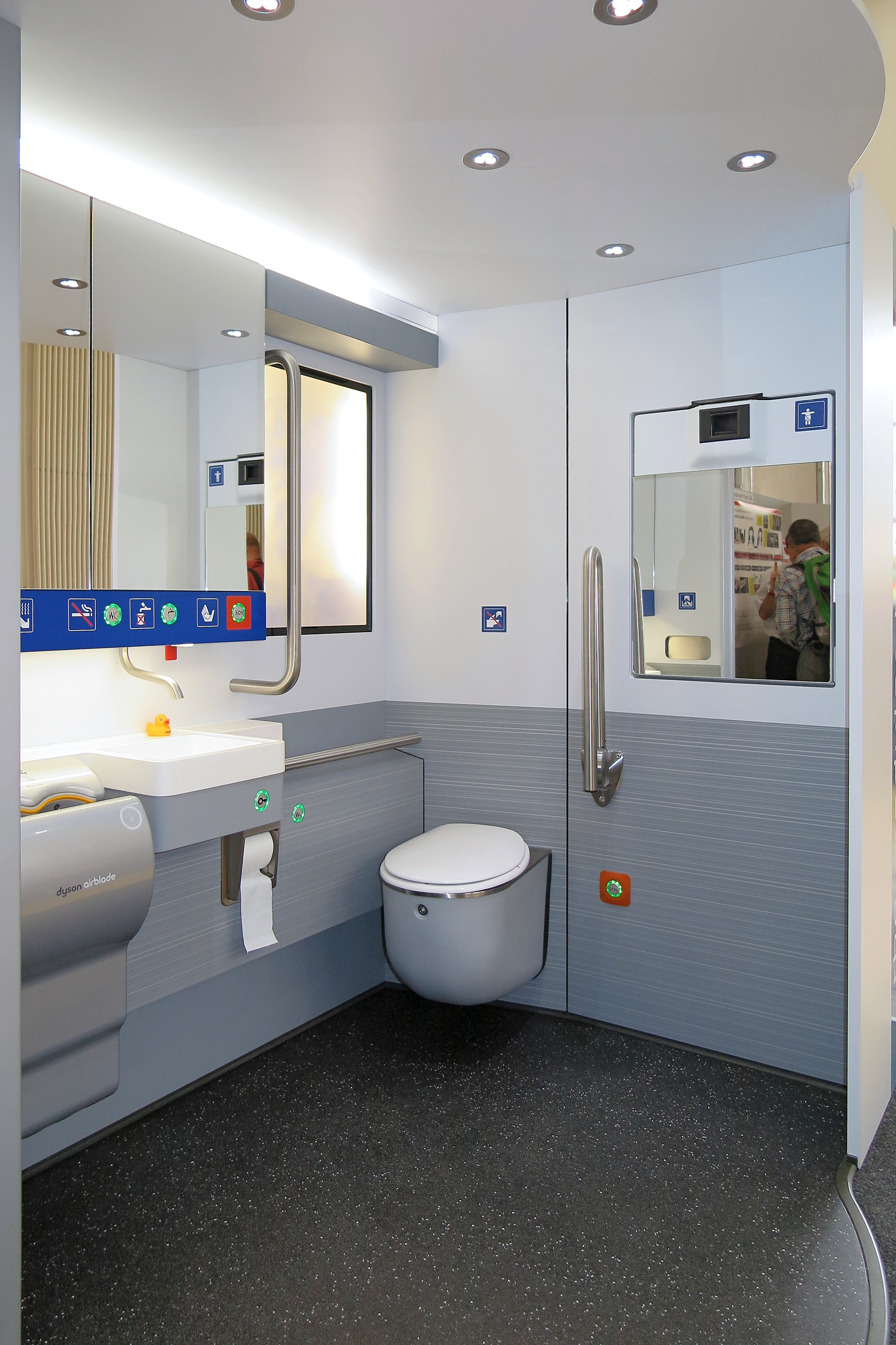
Behindertengerechtes WC in einem der Zwischenwagen

Da die Wagen im Gegensatz zu den Zweisystem-Allegra nur auf dem Stammnetz verkehren, konnte jeder der vier Wagen um ein Fensterabteil länger gebaut werden. Jede Einheit verfügt über 24 Sitzplätze in der ersten und 156 Sitzplätze in der zweiten Wagenklasse sowie 22 Klappsitze. Die Wagen sind untereinander kurzgekuppelt, sie können nur in der Werkstatt getrennt werden. Die beiden Zwischenwagen sind mit einem Niederflureinstieg mit Schiebetritt versehen und verfügen über einen Niederflurbereich. In einem der Zwischenwagen befindet sich ein behindertengerechtes WC.
Die Triebzüge verfügen über mehrere Bremssysteme, die kompatibel zum bestehenden RhB-Rollmaterial sind. Als Betriebsbremse wirkt vorwiegend die Rekuperationsbremse. Die automatische Druckluftbremse steuert innerhalb des Triebzuges in jedem der vier Wagen über ein Steuerventil die Klotzbremse an. Für allfällige Anhängewagen steht eine Vakuumbremse zur Verfügung, die gemeinsam mit der Druckluftbremse des Triebzugs angesteuert wird. Eine Federspeicherbremse dient als Feststellbremse.
Die Allegra-Züge sind mit einer sehr genau arbeitenden Geschwindigkeitsregelung mit getrennter Vorgabe von Sollgeschwindigkeit und Zugkraft/Bremskraft ausgestattet. Der Lokomotivführer stellt mit dem Zugkraft/Bremskraft-Hebel die Beschleunigung ein, mit der die Sollgeschwindigkeit erreicht werden soll. Diese Geschwindigkeit wird unabhängig von der Streckenneigung gehalten, sofern die eingestellte Zug- beziehungsweise Bremskraft dazu ausreicht.
Die ABe 4/16 sind mit einer Vielfachsteuerung ausgestattet, die über das 25+2x4-polige LBT-Steuerkabel erfolgt. Längerfristig soll die Fern- und Vielfachsteuerung aller RhB-Triebfahrzeuge über dieses Kabel verlaufen. Obwohl die Stammnetz-Allegra für den Agglomerationsverkehr konzipiert wurden, verfügen sie über keine automatische Kupplung, sondern wie bis dahin die meisten RhB-Fahrzeuge über Mittelpuffer mit zwei Schraubenkupplungen.

## Weiterentwicklung
Die Allegra-Züge sind zu den Capricorn-Zügen ABe 4/16 weiterentwickelt worden. Von diesem Typ hat die RhB 62 Vierteiler für ihr neues Flügelzugkonzept bestellt.

## Bilder

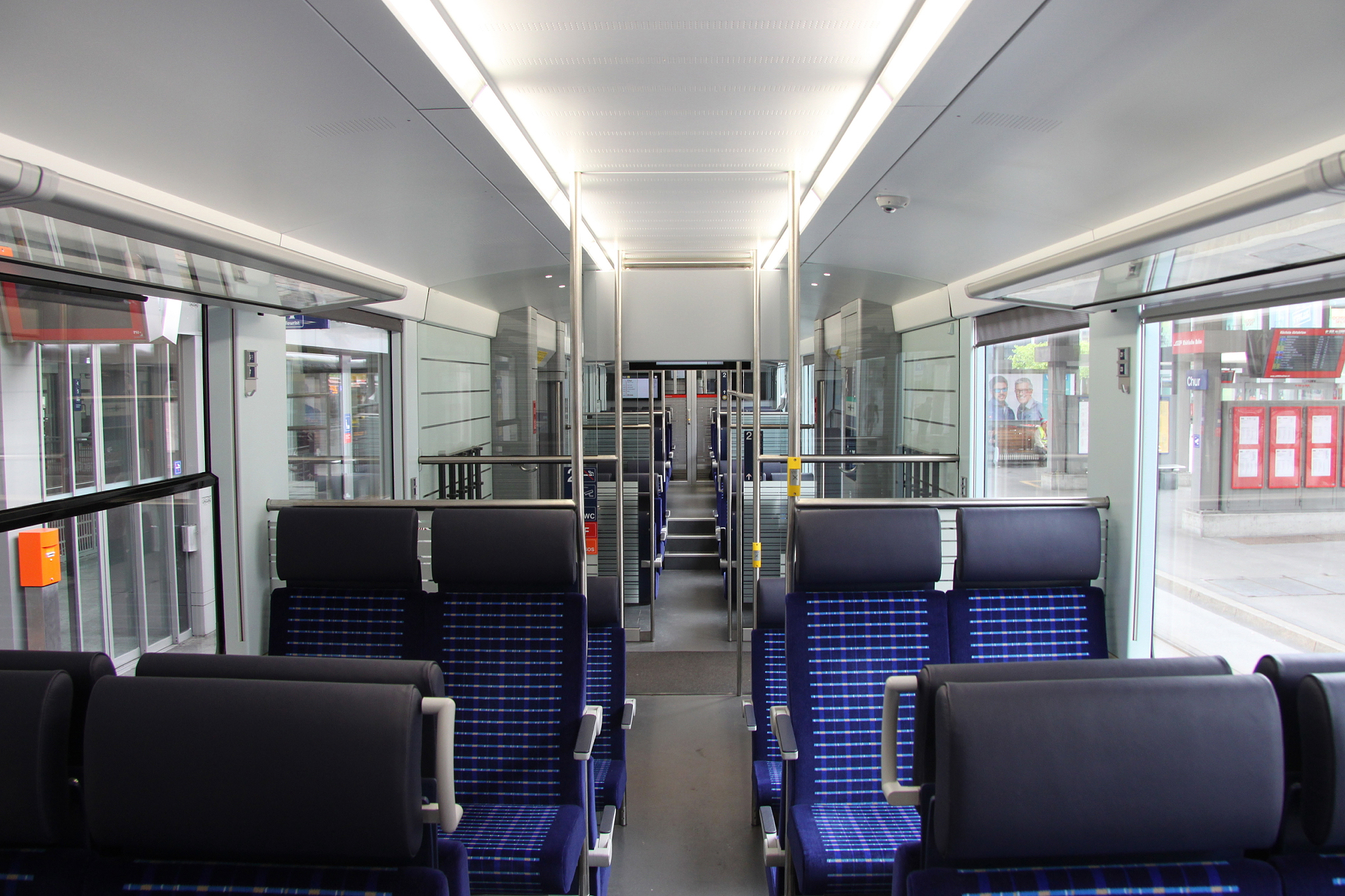
Innenraum eines niederflurigen Zwischenwagens mit Sitzplätzen zweiter Klasse
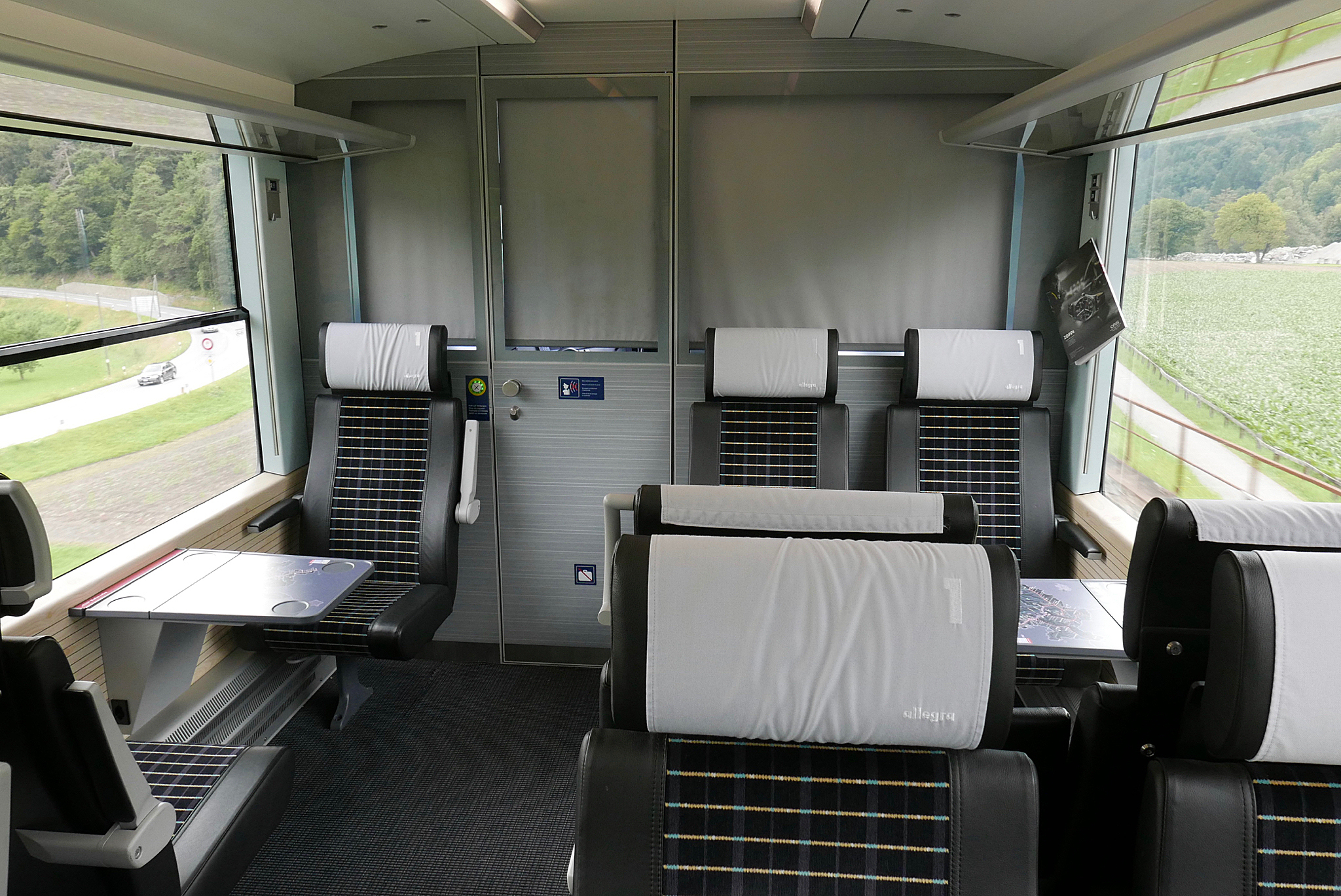
Die beiden Erstklassabteile befinden sich im Trieb- und im Steuerwagen.
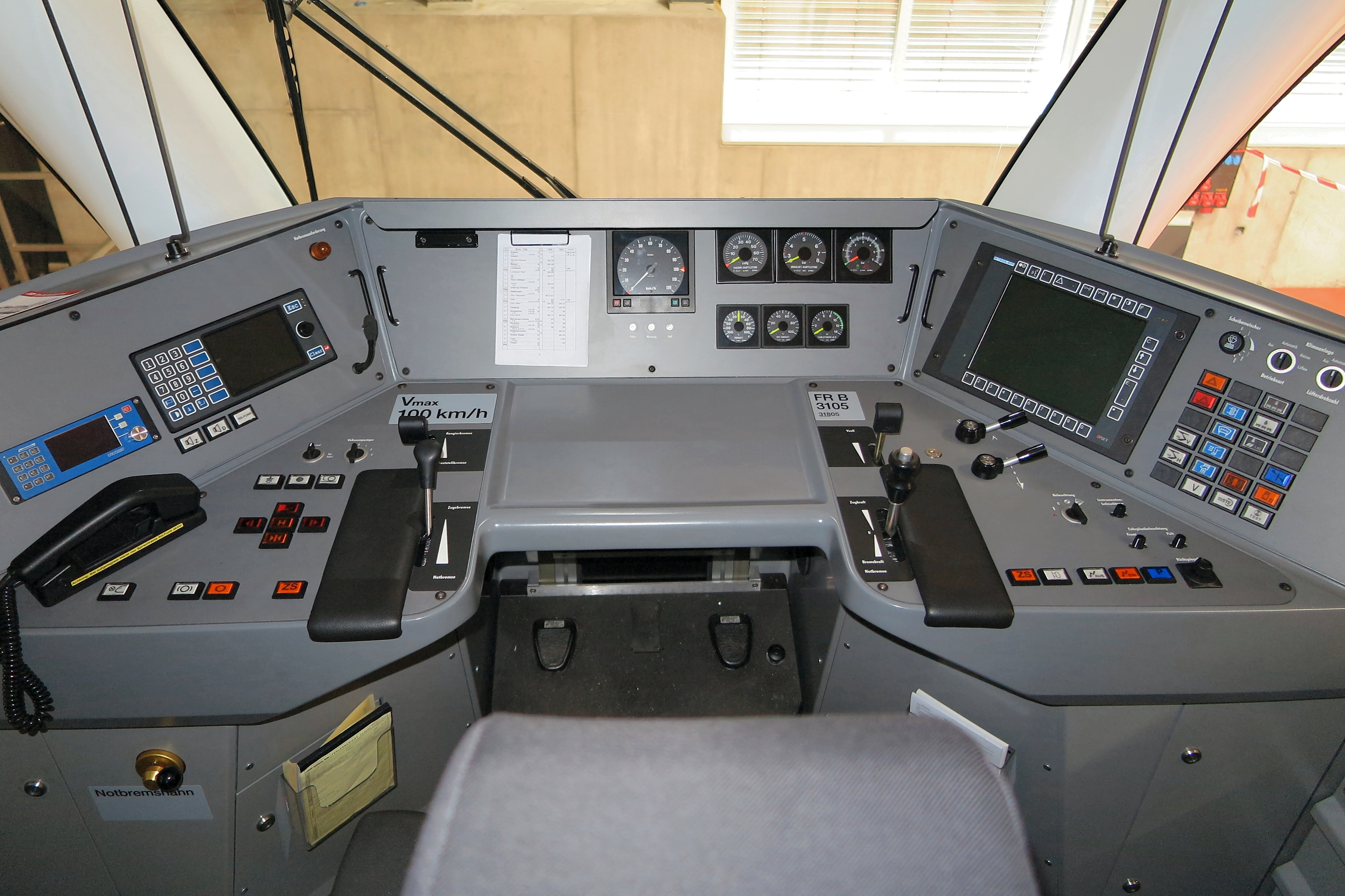
Führerpult mit Hebel für die Sollgeschwindigkeit (links) und für die Zug-/Bremskraft (rechts)
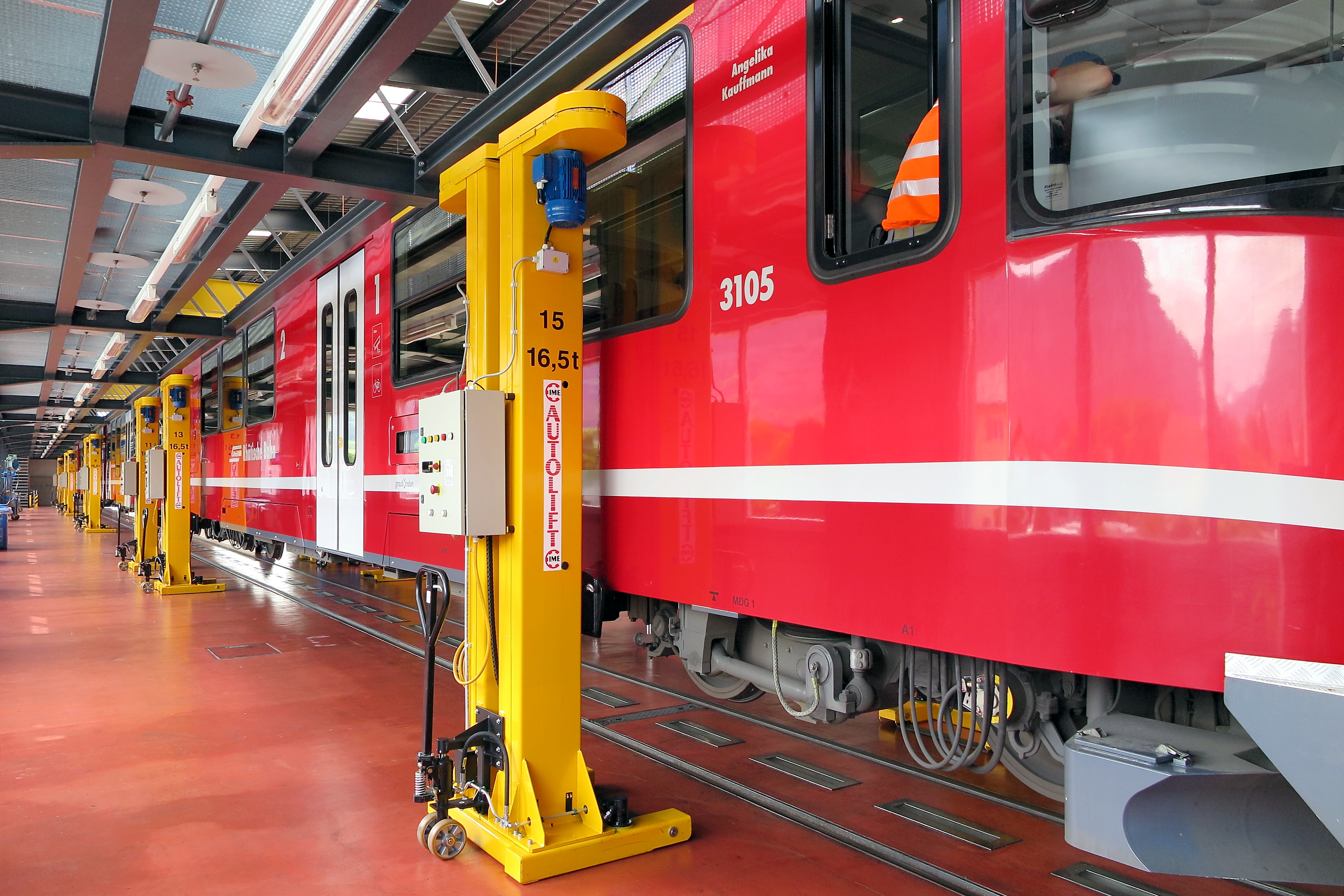
Auch im Unterhalt werden die Allegra in der Regel nicht getrennt. Angehobener Triebzug in der Hauptwerkstätte Landquart.
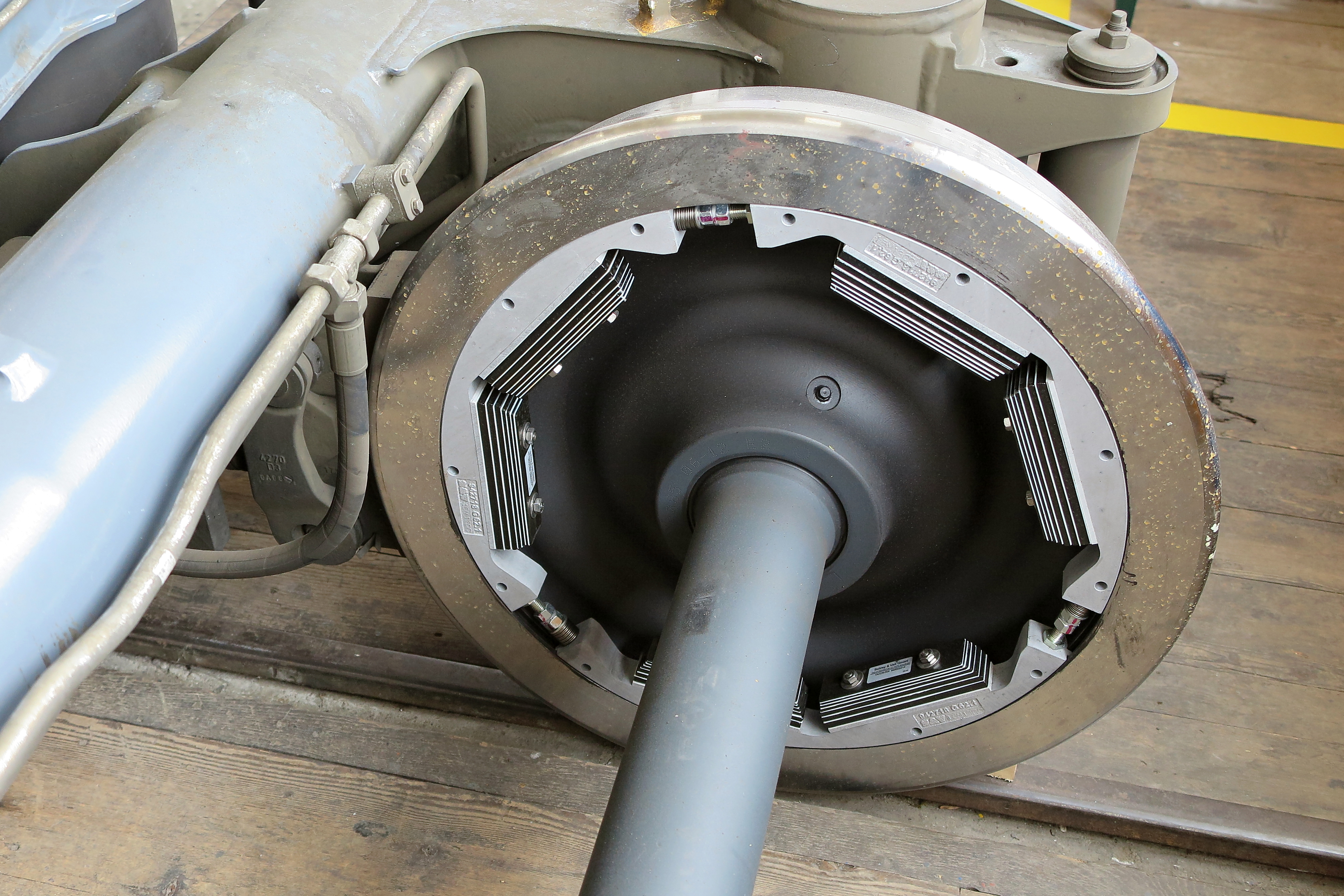
Eine Neuigkeit bei der RhB: Radschallabsorber vermindern das unangenehme Kurvenkreischen.
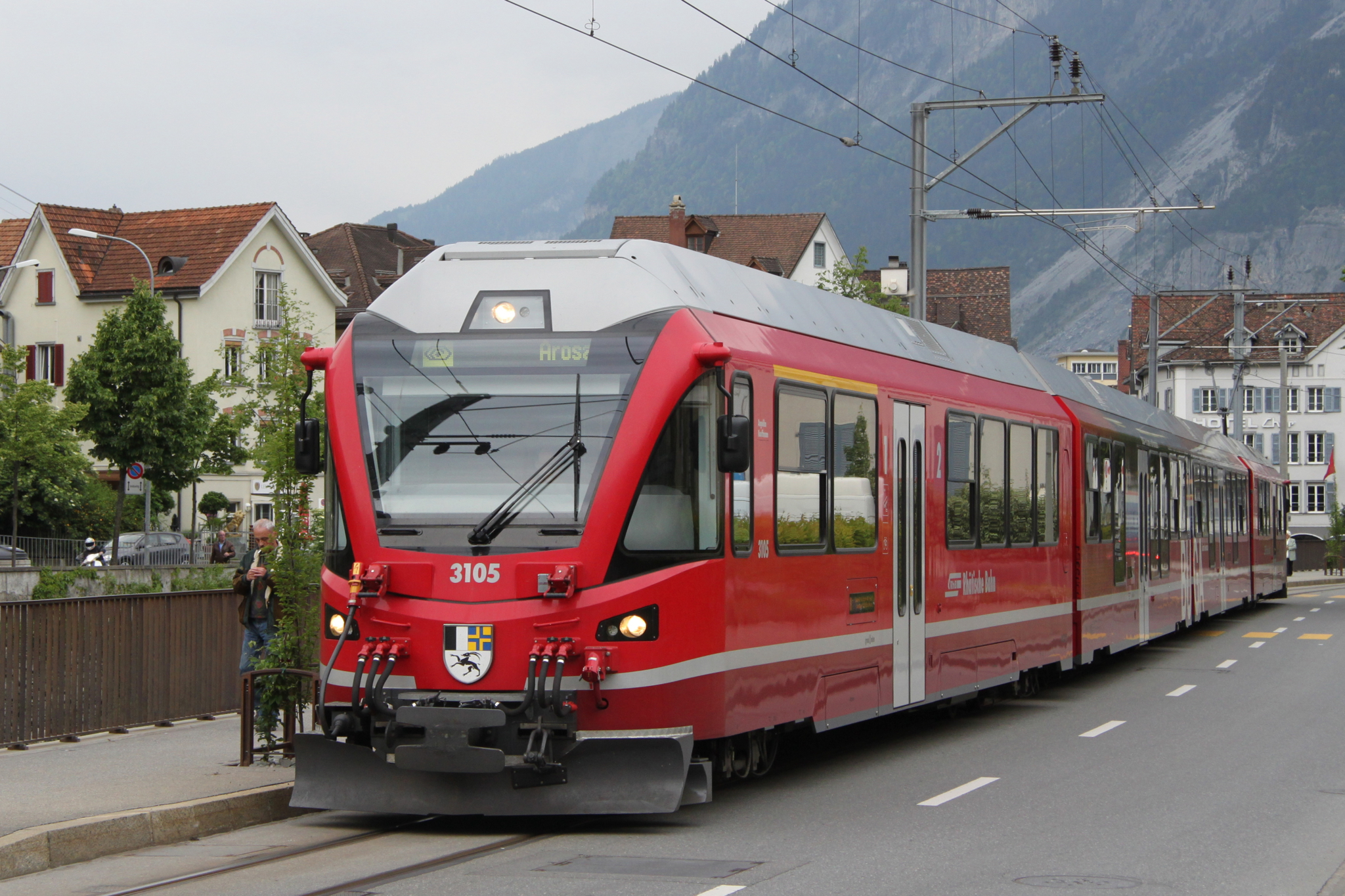
Sofern verfügbar werden die ABe 4/16 auch ausserhalb der Churer S-Bahn eingesetzt. Allegra in der Stadt Chur auf dem Weg nach Arosa.

## Liste der ABe 4/16
| Liste der ABe 4/16 der Rhätischen Bahn | Liste der ABe 4/16 der Rhätischen Bahn | Liste der ABe 4/16 der Rhätischen Bahn | Liste der ABe 4/16 der Rhätischen Bahn | Liste der ABe 4/16 der Rhätischen Bahn |
| Betriebsnummer                         | Taufname                               | Werbung                                | Inbetriebnahme                         | Status                                 |
| -------------------------------------- | -------------------------------------- | -------------------------------------- | -------------------------------------- | -------------------------------------- |
| 3101                                   | Meta von Salis                         |                                        | November 2011                          | in Betrieb                             |
| 3102                                   | Richard La Nicca                       |                                        | Mai 2013                               | in Betrieb                             |
| 3103                                   | Hortensia von Gugelberg                |                                        | Februar 2012                           | in Betrieb                             |
| 3104                                   | Achilles Schucan                       |                                        | Juni 2012                              | in Betrieb                             |
| 3105                                   | Angelika Kauffmann                     |                                        | Dezember 2012                          | in Betrieb                             |